# Killer Frequency
Killer Frequency ist ein Horror-Adventure von Team17. Das Computerspiel erschien am 1. Juni 2023 für PC und Spielkonsolen.

## Spielprinzip
Killer Frequency ist ein Ego-Horror-Adventure mit Krimi-Elementen. Das Spiel spielt im Jahr 1987. Der Spieler übernimmt die Rolle von Forrest Nash, einem ehemals beliebten DJ und Radiomoderator aus Chicago, der nach dem Ende seiner Karriere in die kleine Stadt Gallows Creek zog. Die Stadt wird von einem Serienmörder namens The Whistling Man terrorisiert.
Während des Spiels nimmt der Spielercharakter Anrufe von Opfern des Slashers entgegen und weist sie an, wie sie entkommen können, indem er Rätsel und Probleme löst. Der Spieler muss diese Rätsel mithilfe von Hinweisen und Informationen, die sie im Studio finden, erfolgreich lösen, um zu verhindern, dass die Opfer getötet werden. Das Überleben der Opfer und der Ausgang des Spiels hängen von den Entscheidungen des Spielers und seiner Fähigkeit ab, diese Rätsel zu lösen.

## Rezeption
Killer Frequency erhielt überwiegend gute Kritiken. Metacritic aggregierte eine Punktzahl von 81 von 100. Kritiker lobten die Ausgewogenheit des Spiels zwischen Spannung und Campy. Softpedia gab dem Spiel 4 von 5 Sternen und lobte die Qualität der Sprachausgabe und des Gameplays, kritisierte jedoch das überstürzte Spielende. Reyna Cervantes von Bloody Disgusting lobte die Verwendung des Slasher-Genres im Spiel und verglich es positiv mit Horrorfilmen wie The Texas Chainsaw Massacre 2. Rachel Watts von Rock Paper Shotgun lobte das Gameplay und die Rätselelemente des Spiels.